# Station Czesławice
Station Czesławice is een spoorwegstation in de Poolse plaats Czesławice.